# Coulaures
Coulaures település Franciaországban, Dordogne megyében. Lakosainak száma 758 fő (2022. január 1.). Coulaures Saint-Germain-des-Prés, Mayac, Savignac-les-Églises, Saint-Jory-las-Bloux, Saint-Pantaly-d’Excideuil, Tourtoirac, Sainte-Eulalie-d’Ans és Cubjac-Auvézère-Val d'Ans községekkel határos.

## Népesség
A település népességének változása:
| Lakosok száma | 754  | 696  | 743  | 733  | 745  | 747  | 733  | 726  | 725  | 758  |
|               | 1968 | 1982 | 1990 | 2006 | 2013 | 2015 | 2017 | 2019 | 2020 | 2022 |